# Gustavo Testa
Gustavo Testa (Boltiere, 28 de julho de 1886 — Roma, 28 de fevereiro de 1969) foi prelado italiano da Igreja Católica, que foi nomeado cardeal em 1959. Ele passou sua carreira na Cúria Romana. Entrou para o serviço diplomático da Santa Sé em 1920 e ocupou vários cargos como núncio papal de 1934 a 1959. Ele chefiou a Congregação para as Igrejas Orientais de 1962 a 1968.

## Biografia
Nascido em uma família rica em Boltiere, na província de Bérgamo, Testa freqüentou a Pontifícia Universidade Lateranense, o Pontifício Ateneu Santo Apolinário e o Pontifício Instituto Bíblico de Roma. Foi ordenado ao sacerdócio em 28 de outubro de 1910 e terminou seus estudos em 1912. Após um período de trabalho pastoral em Bérgamo e lecionando no seminário diocesano, Testa entrou na Cúria Romana, na Secretaria de Estado, em 1920. Ele então serviu como Secretário da Nunciatura na Áustria até 1923. Testa foi elevado ao posto de Camareiro Secreto de Sua Santidade em 28 de outubro de 1921, e depois Prelado Doméstico de Sua Santidade em 18 de maio de 1923. Ele também foi nomeado auditor para a Nuniciatura da Baviera em 1927, antes de se tornar conselheiro da nunciatura para a Itália em 1929.
Em 4 de junho de 1934, Testa foi nomeado Arcebispo Titular de Amasea e Delegado Apostólico no Egito, Arábia, Eritréia, Abissínia e Palestina. Ele recebeu sua consagração episcopal no dia 1 de novembro seguinte do cardeal Ildefonso Schuster, OSB, com os bispos Adriano Bernareggi e Angelo Roncalli servindo como co-consagrantes. Testa foi posteriormente nomeado o primeiro Delegado Apostólico em Jerusalém, Palestina, Transjordânia e Chipre em 11 de fevereiro de 1948, e núncio na Suíça em 6 de março de 1953.
O Papa João XXIII criou-lhe o cardeal-presbítero de São Jerônimo dos Croatas no consistório de 14 de dezembro de 1959. Em 4 de outubro de 1961, o cardeal Testa tornou-se Pró-Presidente da Comissão Cardinalícia para a Administração Especial da Santa Sé. Foi nomeado secretário da Congregação para as Igrejas Orientais em 2 de agosto de 1962, e sua posição foi renomeada como prefeito do mesmo dicastério em 15 de agosto de 1967. De 1962 a 1965, ele participou do Concílio Vaticano II. O cardeal Testa foi um dos cardeais eleitores que participaram do conclave papal de 1963 que selecionou o cardeal Montini como Papa Paulo VI. Durante o conclave, Testa perdeu a paciência e exigiu que o impasse fosse dissolvido, permitindo a eleição de Montini. Ele renunciou como Prefeito das Igrejas Orientais em 13 de janeiro de 1968, e depois como Pró-Presidente da Administração Especial da Santa Sé em 7 de maio de 1968.
Testa morreu em Roma aos 82 anos e seus restos mortais jazem em Bérgamo.

## Papa João XXIII
Testa foi amigo íntima do papa João XXIII, também desde Bérgamo, já que eram colegas de escola em Roma.